# Пътешествие до края на нощта
„Пътешествие до края на нощта“ (на френски: Voyage au bout de la nuit) е първият роман на френския писател Луи-Фердинан Селин, публикуван през 1932 година.
Сюжетът, включващ автобиографични елементи, описва преживяванията на антигероя в Първата световна война, колониална Африка, Съединените щати и Франция, където той е лекар в бедно предградие. Романът става известен със своя стил, имитиращ разговорния език и използващ жаргон, който оказва силно влияние върху по-късната френска литература.